# Liste des députés du Cameroun (Ouest)
 (septembre 2016).
Améliorez-le ou discutez des points à vérifier. 
 (avril 2013).
Si vous disposez d'ouvrages ou d'articles de référence ou si vous connaissez des sites web de qualité traitant du thème abordé ici, merci de compléter l'article en donnant les références utiles à sa vérifiabilité et en les liant à la section « Notes et références ».
 (avril 2013).
Cet article contient la liste des députés de la région Ouest du Cameroun, en date d'avril 2013.

## Liste des députés
| Noms & Prénoms                      | Parti | Cirsconscription | Province |
| ----------------------------------- | ----- | ---------------- | -------- |
| BOUOBDA                             | RDPC  | Koung-khi        | Ouest    |
| Théodore Datouo                     | RDPC  | Hauts-Plateaux   | Ouest    |
| FEUTHEU Jean Claude                 | RDPC  | Ndé              | Ouest    |
| FOINDING CALVIN                     | RDPC  | Koung-khi        | Ouest    |
| FONGANG JOSEPH CONFIANCE            | RDPC  | Mifi             | Ouest    |
| FOSSI JACOB                         | RDPC  | Menoua           | Ouest    |
| FOTSO JOSEPHINE                     | RDPC  | Bamboutos        | Ouest    |
| KETCHA JEAN                         | RDPC  | Ndé              | Ouest    |
| KOUPENJU SIMON                      | UDC   | Noun-Centre      | Ouest    |
| LEKENE DONFACK                      | RDPC  | Menoua           | Ouest    |
| David Manfouo                       | RDPC  | Bamboutos        | Ouest    |
| MELAGA ODETTE                       | RDPC  | Menoua           | Ouest    |
| MOUNCHIPOU YACOUBA                  | UDC   | Noun-Centre      | Ouest    |
| NDI FRANCOIS                        | RDPC  | Menoua           | Ouest    |
| NOUMBA SERGE SIMEON                 | SDF   | Mifi             | Ouest    |
| NSA MOUSSA                          | RDPC  | Noun-Nord        | Ouest    |
| PEYIPAHOUO RIRATOU                  | UDC   | Noun-Centre      | Ouest    |
| SONKE BENJAMIN                      | RDPC  | Hauts-Plateaux   | Ouest    |
| TCHOFFO LUCAS                       | RDPC  | Bamboutos        | Ouest    |
| TOMAINO NDAM NJOYA Hermine Patricia | UDC   | Noun-Centre      | Ouest    |
| WA MATHURIN                         | RDPC  | Bamboutos        | Ouest    |
| YOUWO BERNARD                       | RDPC  | Menoua           | Ouest    |
| DJEUME André Parfait                | RDPC  | Haut-Nkam        | Ouest    |
| KANGA Jean-Jacques                  | RDPC  | Haut-Nkam        | Ouest    |
| ZEUSSIYE Alice                      | RDPC  | Haut-Nkam        | Ouest    |